# Guangyudian (sockenhuvudort i Kina, Liaoning Sheng, lat 40,47, long 119,98)
Guangyudian (kinesiska: 广裕店, 葛家满族乡) är en sockenhuvudort i Kina. Den ligger i provinsen Liaoning, i den nordöstra delen av landet, omkring 320 kilometer sydväst om provinshuvudstaden Shenyang. Antalet invånare är 11 032. Befolkningen består av 5 365 kvinnor och 5 667 män. Barn under 15 år utgör 15,0 %, vuxna 15-64 år 72 %, och äldre över 65 år 11,0 %.
Runt Guangyudian är det tätbefolkat, med 266 invånare per kvadratkilometer. Närmaste större samhälle är Gaodianzi, 16,7 km sydost om Guangyudian. Trakten runt Guangyudian består i huvudsak av gräsmarker.
Genomsnittlig årsnederbörd är 736 millimeter. Den regnigaste månaden är juli, med i genomsnitt 195 mm nederbörd, och den torraste är januari, med 4 mm nederbörd.